# National Football League 1967
La stagione NFL 1967 fu la 48ª stagione sportiva della National Football League, la massima lega professionistica statunitense di football americano. La finale del campionato si disputò il 31 dicembre 1967 al Lambeau Field di Green Bay, in Wisconsin e vide la vittoria dei Green Bay Packers sui Dallas Cowboys per 21 a 17 in una gara che divenne nota come "Ice Bowl" per le condizioni proibitive in cui si svolse. In seguito, i campioni dei Packers avrebbero vinto il Super Bowl II contro i campioni della American Football League, gli Oakland Raiders. La stagione iniziò il 17 settembre 1967 e si concluse con il Pro Bowl 1968 che si tenne il 21 gennaio al Los Angeles Memorial Coliseum.
La stagione fu caratterizzata da una riorganizzazione conseguente all'espansione della lega a 16 squadre con l'inserimento dei New Orleans Saints. Le squadre furono divise in quattro Division, NFL Capitol e NFL Century nella Eastern Conference e NFL Coastal e NFL Central nella Western Conference.

## Modifiche alle regole
- Vennero standardizzati i supporti delle porte a forma di fionda che sostituirono i precedenti più simili a quelli delle porte del rugby.
- Venne istituita una zona larga 6 piedi (183 cm) attorno al campo di gioco a cui poterono accedere solo i giocatori, ciò consentì agli arbitri di avere un corridoio di movimento senza intralci.

## Stagione regolare
La stagione regolare si svolse in 14 giornate, iniziò il 17 settembre e terminò il 17 dicembre 1967.

### Risultati della stagione regolare
- V = Vittorie, S = Sconfitte, P = Pareggi, PCT = Percentuale di vittorie, PF = Punti Fatti, PS = Punti Subiti
- La qualificazione ai play-off è indicata in verde
- Nota: nelle stagioni precedenti al 1972 i pareggi non venivano conteggiati nel calcolo della percentuale di vittorie.

| NFL Capitol         |   |    |   |     |     |     |
| Squadra             | V | S  | P | PCT | PF  | PS  |
| (*) Dallas Cowboys  | 9 | 5  | 0 | 643 | 342 | 268 |
| Philadelphia Eagles | 6 | 7  | 1 | 462 | 351 | 409 |
| Washington Redskins | 5 | 6  | 3 | 455 | 347 | 353 |
| New Orleans Saints  | 3 | 11 | 0 | 214 | 233 | 379 |

| NFL Coastal          |    |    |   |     |     |     |
| Squadra              | V  | S  | P | PCT | PF  | PS  |
| (*) Los Angeles Rams | 11 | 1  | 2 | 917 | 398 | 196 |
| Baltimore Colts      | 11 | 1  | 2 | 917 | 394 | 198 |
| San Francisco 49ers  | 7  | 7  | 0 | 500 | 273 | 337 |
| Atlanta Falcons      | 1  | 12 | 1 | 77  | 175 | 422 |

| NFL Century           |   |   |   |     |     |     |
| Squadra               | V | S | P | PCT | PF  | PS  |
| (*) Cleveland Browns  | 9 | 5 | 0 | 643 | 334 | 297 |
| New York Giants       | 7 | 7 | 0 | 500 | 369 | 379 |
| Saint Louis Cardinals | 6 | 7 | 1 | 462 | 333 | 356 |
| Pittsburgh Steelers   | 4 | 9 | 1 | 308 | 281 | 320 |

| NFL Central           |   |   |   |     |     |     |
| Squadra               | V | S | P | PCT | PF  | PS  |
| (*) Green Bay Packers | 9 | 4 | 1 | 692 | 332 | 209 |
| Chicago Bears         | 7 | 6 | 1 | 538 | 239 | 218 |
| Detroit Lions         | 5 | 7 | 2 | 417 | 260 | 259 |
| Minnesota Vikings     | 3 | 8 | 3 | 273 | 233 | 294 |

## Play-off
I play-off iniziarono con i Conference Championship Game il 23 e 24 dicembre 1968. La finale si giocò il 31 dicembre 1967.

### Incontri
|  | Conference Championship | Conference Championship | Conference Championship |           |        | NFL Championship | NFL Championship | NFL Championship |  |
|  |                         |                         |                         |           |        |                  |                  |                  |  |
|  | Cleveland               | Cleveland               | 14                      |           |        |                  |                  |                  |  |
|  | Cleveland               | Cleveland               | 14                      |           |        |                  |                  |                  |  |
|  | Dallas                  | Dallas                  | 52                      |           |        |                  |                  |                  |  |
|  | Dallas                  | Dallas                  | 52                      |           | Dallas | Dallas           | 17               |                  |  |
|  |                         |                         |                         |           | Dallas | Dallas           | 17               |                  |  |
|  |                         |                         | Green Bay               | Green Bay | 21     |                  |                  |                  |  |
|  | L.A. Rams               | L.A. Rams               | Green Bay               | Green Bay | 21     | 7                |                  |                  |  |
|  | L.A. Rams               | L.A. Rams               |                         |           |        |                  |                  |                  |  |
|  | Green Bay               | Green Bay               | 28                      |           |        |                  |                  |                  |  |

Nota: Gli accoppiamenti nei playoff venivano stabiliti mediante criteri di rotazione.

### Vincitore
| Vincitori del campionato NFL 1967 Green Bay Packers 11º titolo |

## Premi individuali
| MVP della NFL                    | Johnny Unitas, Quarterback, Baltimore Colts                     |
| Allenatore di football americano | George Allen, L.A. Rams; Don Shula, Baltimore Colts (condiviso) |
| Rookie offensivo dell'anno       | Mel Farr, Running Back, Detroit Lions                           |
| Rookie difensivo dell'anno       | Lem Barney, Cornerback, Detroit Lions                           |